# تنورچه بلوچی
تنورچه یکی از غذاهای سنتی و اصیل مردم بلوچ در استان سیستان و بلوچستان است که ریشه در فرهنگ بومی مناطق کویری و نیمه‌گرمسیری دارد. این غذا به‌طور سنتی در مناسبت‌های خاص مانند عروسی‌ها، اعیاد، آیین‌های قبیله‌ای و مهمانی‌های بزرگ تهیه می‌شود. تنورچه در مناطق جنوبی و مرکزی بلوچستان، به‌ویژه در شهرهای چابهار، کنارک، سراوان، ایرانشهر، زاهدان، خاش، و منطقه مکران بسیار پرطرفدار و رایج است.

## طرز تهیه
در تهیهٔ تنورچه، معمولاً یک لاشهٔ کامل گوسفند یا بز را پس از تمیز کردن، با مقداری نمک و فلفل مزه‌دار می‌کنند و بدون استفاده از روغن یا ادویه‌جات سنگین، به سیخ یا چوب بلند می‌کشند. سپس آن را درون یک تنور بزرگ، گودال خاکی یا فضای سرباز همراه با زغال و هیزم قرار می‌دهند. در طول چند ساعت، گوشت به آرامی می‌پزد و طعم دودی و طبیعی خاصی پیدا می‌کند. برخی خانواده‌ها گوشت را قبل از تنور گذاشتن، با چاشنی‌های محلی مانند آب‌لیمو یا دوغ محلی آغشته می‌کنند، ولی در شکل اصیلش، فقط از نمک و حرارت مستقیم استفاده می‌شود.

## تنوع محلی
در نواحی مختلف بلوچستان، شیوهٔ آماده‌سازی تنورچه ممکن است متفاوت باشد. در مکران معمولاً گوشت در گودال‌های ماسه‌ای داغ پخته می‌شود؛ در خاش و زاهدان گاهی از تنورهای آجری استفاده می‌شود که حرارت را بهتر حفظ می‌کنند. در مناطقی از چابهار و ایرانشهر، تکه‌های گوشت کوچک‌تر و جداگانه روی سیخ‌های چوبی قرار داده می‌شوند که به آن گاهی "تنورچهٔ سبک" می‌گویند.

## ارزش فرهنگی
تنورچه نه‌فقط یک غذا، بلکه بخشی از زندگی اجتماعی مردم بلوچ است. فرآیند تهیهٔ آن نیازمند مشارکت جمعی و همکاری گروهی است، که معمولاً مردان خانواده یا طایفه وظیفهٔ آماده‌سازی آن را برعهده دارند. این غذا نمادی از مهمان‌نوازی، فراوانی، و گرامی‌داشت لحظات جمعی است. همچنین، در برخی آیین‌های سنتی، پختن تنورچه به‌عنوان نشانه‌ای از احترام به میهمان یا بزرگان قبیله شناخته می‌شود.

## تأثیر در گردشگری
با توجه به مزهٔ خاص و سبک پخت منحصربه‌فرد، تنورچه در سال‌های اخیر به یکی از جاذبه‌های گردشگری خوراک در استان سیستان و بلوچستان تبدیل شده‌است. بسیاری از مسافران داخلی و خارجی، تجربهٔ خوردن تنورچهٔ سنتی را بخشی از سفر خود به بلوچستان می‌دانند.

## رده‌ها
1. ↑  
{{subst:saved_book}}

{{subst:saved_book}}
2. ↑  غذاهای محلی سیستان و بلوچستان، وب‌سایت تبرک
3. ↑  معرفی غذاهای سنتی بلوچستان، راسخون